# Pfeilgift

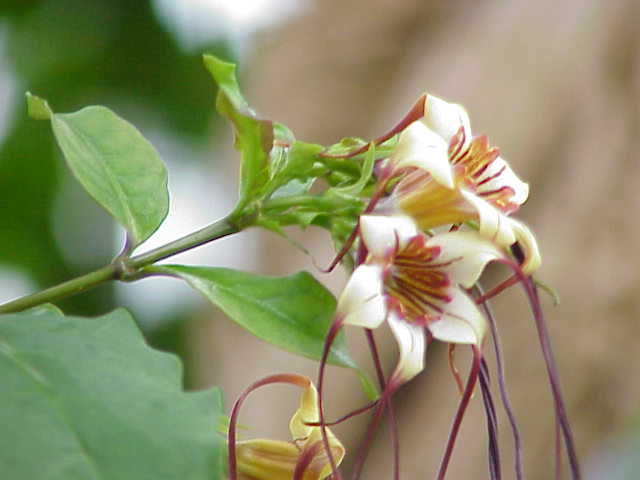
Blüten von Strophanthus preussii

Als Pfeilgift werden Gifte bezeichnet, die von verschiedenen Wildbeutergruppen zur Jagd mit Bogen oder Blasrohr auf ihre Pfeilspitzen (Bogen- oder Blasrohrpfeile) aufgetragen werden. Viele Gifte sind Nervengifte, die ihre (muskellähmende) Wirkung nur dann entfalten, wenn die Substanz in die Blutbahn gerät. Bei enteraler Aufnahme (über den Magen-Darm-Trakt), z. B. bei Verzehr eines damit erlegten Tieres, sind diese Pfeilgifte in der Regel ohne toxische Auswirkungen. Andere Pfeilgifte führen zum Herzstillstand oder zu inneren Blutungen.

## Pfeilgifte
Pfeilgifte umfassen sehr verschiedene chemische Stoffklassen und haben dadurch unterschiedliche Wirkungsweisen. Pfeilgiftpräparate sind meist Mischungen von verschiedenen Komponenten. Eine Auflistung von 28 pflanzlichen und tierischen Ausgangsmaterialien und ihre Toxinzusammensetzungen findet sich bei Justin Bradfield et al.

## Pflanzliche Toxine
Ein in Südamerika verbreitetes, pflanzlich gewonnenes Pfeilgift ist das Curare aus Rinden und Blättern verschiedener Lianen (Behaarter Knorpelbaum, Brechnüsse). Curare bewirkt eine Relaxation der Muskeln, insbesondere die Lähmung der Atemmuskulatur, welche zum Tod durch Atemstillstand führt.
In Südostasien (Borneo, Java) wird der Milchsaft aus dem Upasbaum mit dem Wirkstoff Antiarin verwendet, der zum Herzstillstand führt.
In Afrika wird aus den Samen der Strophanthusgewächse das Strophanthin gewonnen, das zu den Herzglykosiden zählt. Ebenfalls aus Afrika ist das starke Gift von Spondianthus preussii das auf Fluoressigsäure und Cucurbitacinen beruht. In Südafrika werden Pfeilgifte hauptsächlich aus der Fächerlilie gewonnen. Diese enthält ein starkes Nervengift, das zu Benommenheit, Koma bis hin zum Tod führt.
Auf der Nordhalbkugel wurden aus Germer-Arten das Protoveratrin und Germerin gewonnen. Der Weiße Germer wächst im Alpenraum und in Osteuropa. Symptome der Vergiftung sind Muskelkrämpfe, Halluzinationen, Atemnot und schließlich der Kreislaufkollaps. Das stärkste pflanzliche Pfeilgift der Nordhalbkugel (Europa, China) ist das Aconitin aus dem Eisenhut. Typische Vergiftungserscheinungen des Blauen Eisenhuts sind Kreislauf- und Atemlähmung.
In der Odyssee, die vom griechischen Dichter Homer im 8. Jahrhundert v. Chr. verfasst wurde, beschreibt dieser, dass der Held Odysseus seine Pfeile mit pflanzlichem Gift versetzt habe. Nach neuzeitlicher Interpretation wird dafür die Orientalische Nieswurz (Helleborus orientalis) wahrscheinlich gemacht. Aus der griechischen Bezeichnung τοξικόν φάρμακον toxikón phármakon für das Pfeilgift (altgriechisch τόξον toxon „Bogen“, im Plural verallgemeinert meist „Pfeil und Bogen“) wurde später für Gifte im Allgemeinen das Wort „Toxikon“ gebildet, das den Wortstamm der Toxikologie bildet.

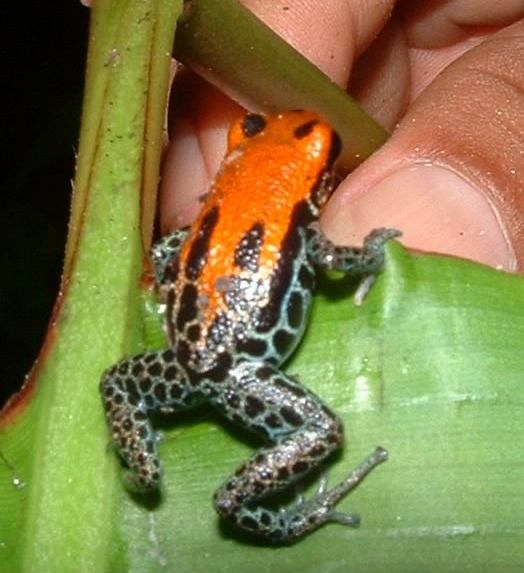
Pfeilgiftfrosch Dendrobates reticulatus aus östlichstem Peru nahe dem Amazonas

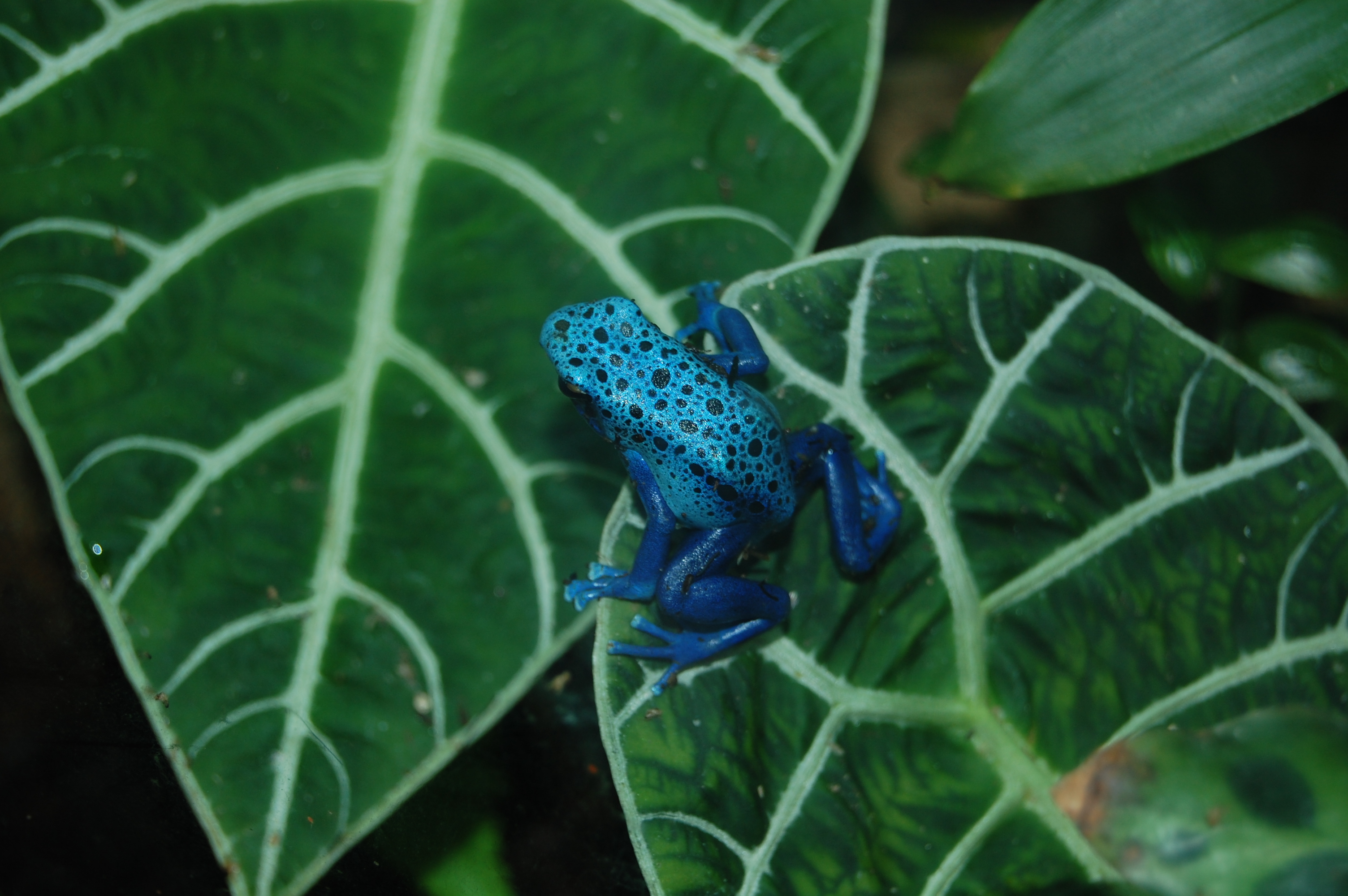
Pfeilgiftfrosch (Atlanta Botanical Garden in the Fuqua Conservatory)

## Tierische Toxine
Von Tieren gewonnene Pfeilgifte stammen aus den Hautabsonderungen der in Mittel- und Südamerika vorkommenden Pfeilgiftfrösche. Das Gift (Batrachotoxin) des Schrecklichen Pfeilgiftfrosches wurde von den Chocó-Indianern Kolumbiens für Blasrohrpfeile benutzt.
In Westafrika (Togo) wurde Pflanzengift zusammen mit Schlangengift gemischt. Bei den San in Südwestafrika wurden die zerdrückten Larven des Gefleckten Pfeilgiftkäfers verwendet, zum Teil gemischt mit den gerösteten Samen der Swartzia.
In Afrika wird auch ein Extrakt aus der Krokodilgalle verwendet.